# Kleiner Bratschenkopf
De Kleiner Bratschenkopf is een berg in de deelstaat Salzburg, Oostenrijk. De berg heeft een hoogte van 2686 meter.
De Kleiner Bratschenkopf is onderdeel van het bergmassief Hochkönig, dat weer deel uitmaakt van de Berchtesgadener Alpen.